# Lexus LF-30 Electrified
La LF-30 Electrified (ou LF30 concept) est un concept car électrique fabriqué par le constructeur automobile japonais Lexus en 2019 et préfigure ce que pourraient être les modèles Lexus à l'horizon 2030.

## Présentation
La Lexus LF-30 Electrified est présentée le 23 novembre 2019 au Salon de l'automobile de Tokyo 2019. Son nom signifie « Lexus Future » et célèbre les 30 ans du constructeur japonais. La LF-30 annonce l'arrivée du premier modèle électrique dans la gamme Lexus en 2020.
Le concept-car Lexus présente la particularité d'être accompagné d'un drone aérien baptisé Lexus Airporter qui se charge d'emporter les bagages du coffre au lieu d'habitation.

## Design
La LF-30 a été dessinée en France, au studio de design Toyota "ED2" de Sophia-Antipolis. Elle propose un design fait de lignes tendues pour une berline monovolume, avec une calandre en trois dimensions comprenant deux immenses entrées d'air de chaque côtés et un pare-brise se poursuivant jusqu'aux larges portes. L'arrière est relevé et très court, surplombé par une vitre de custode servant à la fois de toit vitré pour les occupants arrière.
L'intérieur est tout aussi futuriste avec ses écrans, son volant imitant celui d’un avion de chasse et sa réalité augmentée pour les passagers.

## Caractéristiques techniques

### Technologie
Lexus utilise la technologie « by-wire » pour son concept-car, ainsi la direction ne possède plus de liaison mécanique entre les roues avant et le volant, et celui-ci peut se rétracter lorsque la LF-30 se déplace en conduite autonome.
La berline de 5 m possède deux grandes portes à ouverture papillon et des vitres dont l’opacité peut être modifiée. Sur son toit vitré la LF-30 peut projeter un ciel étoilé, des informations de l'info-divertissement comme des vidéos ou la navigation.
À l'intérieur, la planche de bord est dotée d'un large écran pour le conducteur, tandis qu'un second écran est disposé devant le passager, d'un affichage tête-haute, de commandes vocales et gestuelles, de réalité augmentée et de sièges qui épousent la morphologie des passagers.

### Motorisations
Le concept car est équipé de quatre moteurs électriques de 100 kW, chacun installés dans les roues, fournissant une puissance cumulée de 536 ch et permettant ainsi de bénéficier d'une transmission intégrale, d'une traction ou d'une propulsion en fonction des besoins ou de la demande. Les moteurs sont gérés par un système appelé « Advanced Posture Control » qui régule la puissance et le couple sur chaque roue.

### Batterie
La LF-30 Electrified reçoit une batterie solide (solid state) d'une capacité de 110 kWh lui procurant une autonomie de 500 km, et celle-ci se recharge uniquement par induction (jusqu'à 150 kW), il n'y a donc pas de trappe de recharge visible sur la carrosserie.